# La Terre des âmes errantes
Pour plus de détails, voir Fiche technique et Distribution.
La Terre des âmes errantes est un documentaire franco-cambodgien réalisé par Rithy Panh, sorti en 2000.

## Synopsis
Au Cambodge en 1989 la pose enterrée d'un câble de fibre optique entre la Thaïlande et le Vietnam donne du travail à des villageois à travers un pays infesté par les mines et hanté par les âmes errantes de millions de morts sans sépultures. Rithy Panh nous ouvre les yeux sur un peuple traumatisé essayant de renaître en creusant une tranchée qui servira à mettre en œuvre une technologie dont il n'aura pas l'usage immédiat.

## Fiche technique
- Titre : La Terre des âmes errantes
- Production: Alcatel, CNC, INA
- Réalisation : Rithy Panh
- Scénario : Rithy Panh
- Musique Originale: Marc Marder
- Pays d'origine : France, Cambodge
- Format : Couleurs
- Genre : Documentaire
- Durée : 100 minutes
- Date de sortie : 2000

## Récompenses
- Prix spécial TV5 pour le meilleur documentaire 2000 au Festival international du film francophone de Namur
- Prix du meilleur film 2000 au Festival dei Popoli. International Documentary Film Festival (Florence, Italy)
- Grand Prix et Prix Louis Marcorelles 2000 au Festival international du documentaire Cinéma du Réel[1]
- Prix Robert et Frances Flaherty 2001 au Festival international du documentaire de Yamagata
- Allumette d’or 2001 au festival du film Amnesty International
- Prix Golden Gate 2001 au festival du film international de San Francisco
- Prix du meilleur documentaire 2001 avec mention honorable au festival du film international de Vancouver.